# This Is How I Feel About Jazz
This Is How I Feel About Jazz ist ein Jazzalbum von Quincy Jones. Es wurde in drei Sessions zwischen dem 14. und 29. September 1956 in New York City in wechselnden Besetzungen aufgenommen, von Creed Taylor produziert und von ABC-Paramount veröffentlicht.

## Das Album
Als die Aufnahmen für dieses erste Album des 23-jährigen Bandleaders und Arrangeurs Quincy Jones entstanden, war dieser als musikalischer Direktor und Trompeter in der Big Band von Dizzy Gillespie tätig. Mit Kollegen aus der Gillespie-Band wie Frank Rehak, Ernie Royal, Jimmy Cleveland, Charlie Persip, Lucky Thompson und Phil Woods bildete Jones eine eigene Big Band; hinzu holte er weitere Musiker, u. a. Paul Chambers, Art Farmer, Milt Jackson, Hank Jones, Herbie Mann, Joe Wilder und nicht zuletzt Charles Mingus, der hier einen seiner letzten Sideman-Auftritte hatte, bevor er selbst mit festen Bands arbeitete. Der Titel des Albums bezog sich laut Quincy Jones eigener Aussage auf sein Statement bei einer Diskussion auf dem vorangegangenen Newport Jazz Festival über die „Zukunft des Jazz“, wo er für dessen „natürliches Wachstum“ (gegenüber „forcierter Entwicklung“) plädierte.
Bei der ersten Session am 14. September 1956 ließ Quincy Jones, der hier selbst kein Instrument spielte, die Titel „Evening in Paris“ und „Sermonette“ in Tentett-Besetzung aufnehmen. Für die Jones-Nummer „Evening in Paris“, die er 1953 in Paris komponiert hatte, kam Zoot Sims hinzu. „Ich wollte den ersten Teil (des Stücks) mit einer Mischung aus der französischen impressionistischen Schule und einem Free Jazz feeling“, schrieb Jones zu dem Titel. Auf Zoot Sims´ Solo folgte Art Farmer und der Vibraphonist Milt Jackson.
Das folgende „Sermonette“ ist eine Cannonball-Adderley-Komposition; anstelle von Zoot Sims wurde hier Lucky Thompson als Tenorist eingesetzt; am Altsaxophon ist hier Gene Quill zu hören, der das letzte Solo hat.

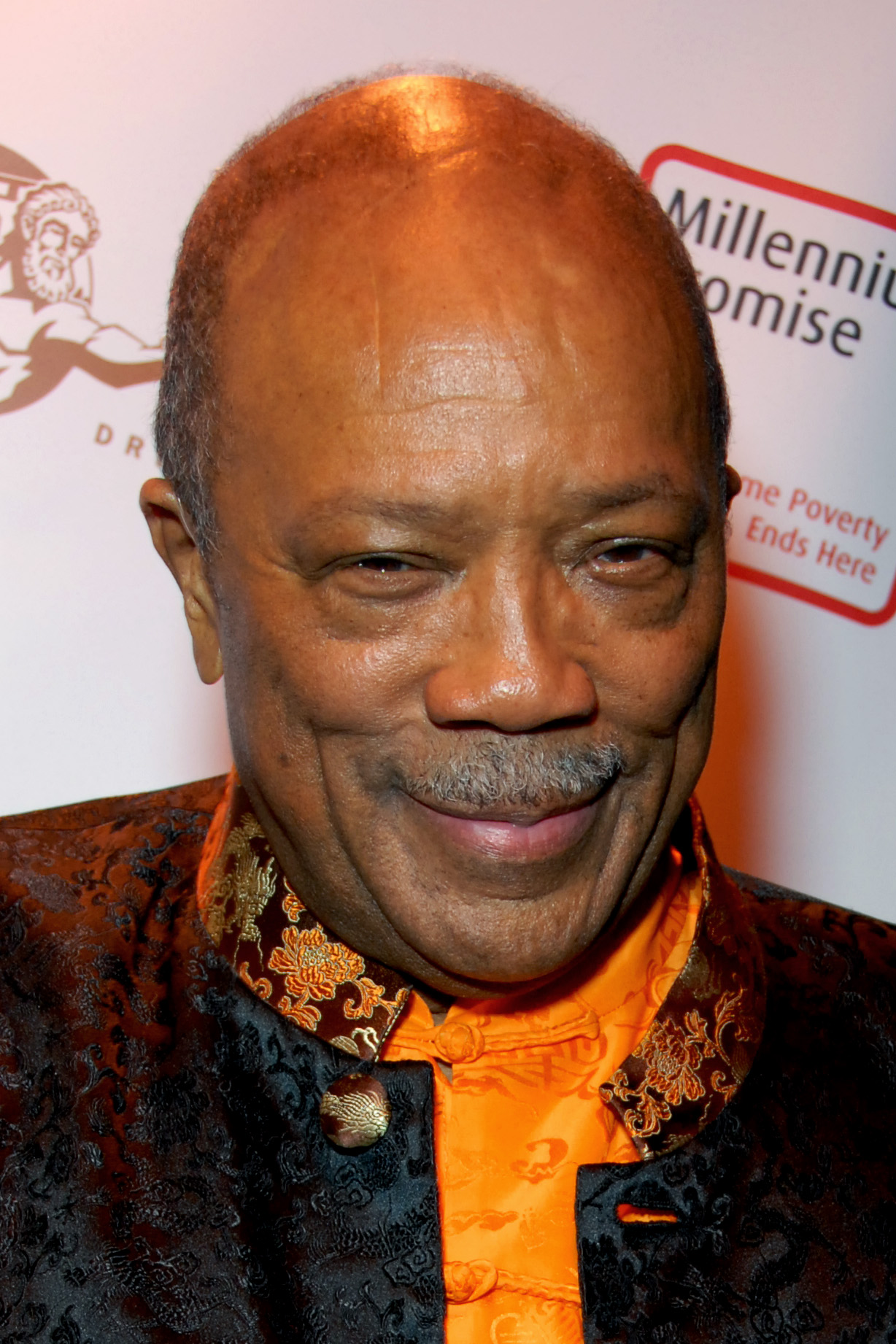
Quincy Jones (2008)

Die nächste Session, die am 19. September 1956 stattfand, arrangierte Quincy Jones in Nonett-Besetzung; aufgenommen wurden Harold Arlens „A Sleepin’ Bee“ und „Boo's Blues“, ein Stück, das nach „Boo“ Frazier, einem Cousin von Gillespie benannt war. Jones´ Komposition hatte zum Repertoire der Gillespie-Big Band bei ihrer letzten Auslands-Tournee für das State Department im Rahmen des Jazz Ambassadors-Programms gehörte. Die Ballade „A Sleeping Bee“ ist – nach einer kurzen Einleitung durch Billy Taylor und Mingus – ein Feature für den Flötisten Herbie Mann; weitere Solisten sind Art Farmer, Phil Woods und Charles Mingus.
Bei der letzten Session am 29. September 1956 entstand das längste Stück, das fast elfminütige „Walkin'“. Die Richard Carpenter-Nummer, die Miles Davis durch seine Einspielung zwei Jahre zuvor zu einem Jazzstandard machte, ließ Quincy Jones mit insgesamt 15 Musikern aufnehmen; um jedoch die typisch kraftstrotzende Big-Band-Manier zu vermeiden, bildete er in seinem Arrangement immer wieder kleinere Gruppen.

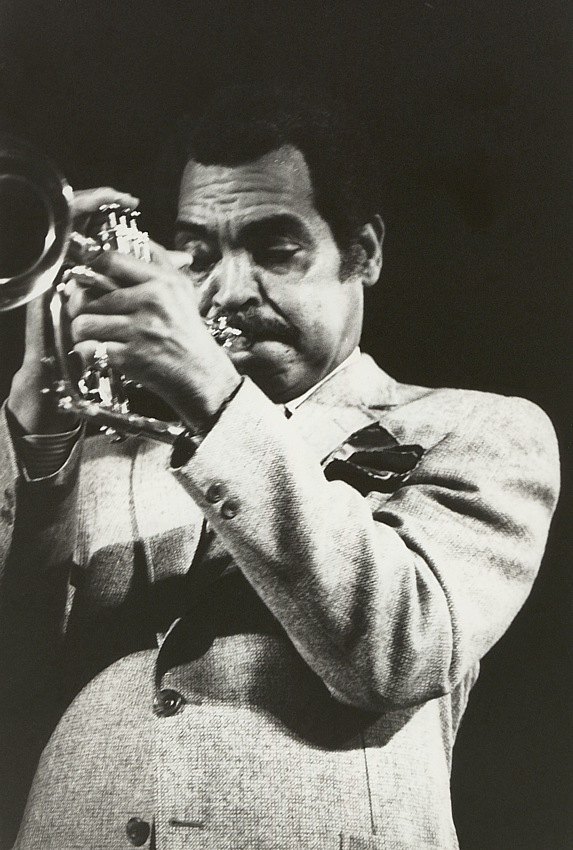
Art Farmer

„Wir versuchten dabei den Eindruck einer informellen Session entstehen zu lassen, verwendeten dafür die orchestralen Hintergründe eher wie Head Arrangements an Stelle von komplexen Linien. Ich denke, wir nutzten den Vorteil und ließen so einen Eindruck von völliger Freiheit und Entspanntheit entstehen,“ schrieb Quincy Jones. Nach der Vorstellung des „Walkin'“-Thema durch die brass section hat Paul Chambers ein Solo, in das Art Farmer mit gestopfter Trompete einsteigt, gefolgt von Lucky Thompson (der auch 1954 bei der Davis-Version mitgewirkt hatte) und den Posaunisten Urbie Green, Frank Rehak und Jimmy Cleveland, die je einen Chorus haben. Phil Woods und Hank Jones beschließen dann die Reihe der Soli.

Die ebenfalls am 29. September eingespielte Komposition „Stockholm Sweetnin´“ hatte Quincy Jones ursprünglich für Art Farmer und Clifford Brown bei deren Aufnahmen mit den Swedish All-Stars Åke Persson, Arne Domnérus, Lars Gullin und Bengt Hallberg 1953 in Stockholm geschrieben.

## Rezeption des Albums
Der Kritiker Scott Yanow gab dem Debütalbum von Quincy Jones im Allmusic die Höchstnote und schrieb: „Sechs Nummern von höchster Qualität zeigen schlüssige, swingende und oft auch individuelle Arrangements mit einer Fülle von Solos einer All-Star Besetzung wie Lucky Thompson am Tenor, Altsaxophonist Phil Woods und der Trompeter Art Farmer; Höhepunkte bilden ‚Stockholm Sweetnin'‘, ‚Walkin'‘ und ‚Sermonette‘.“

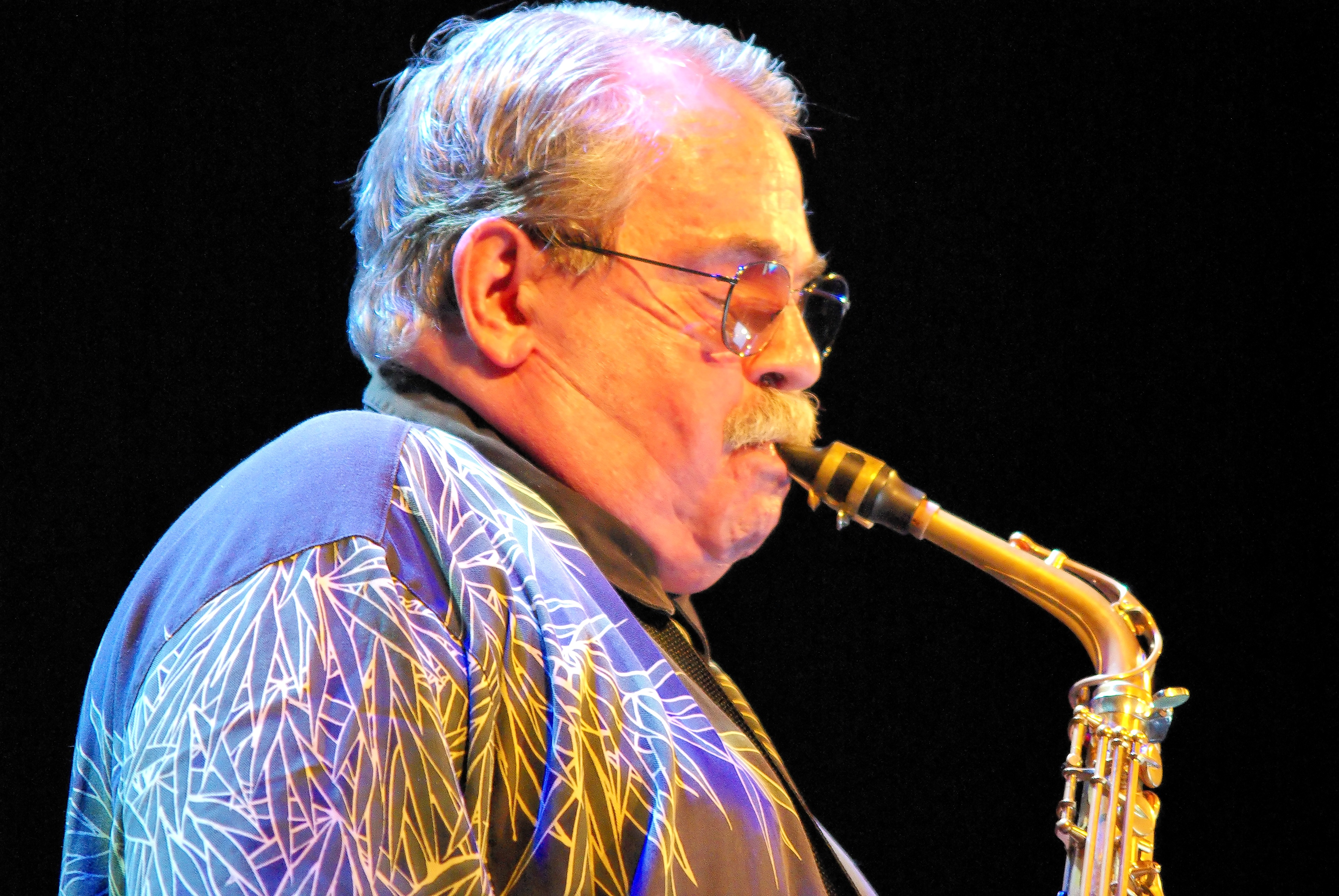
Phil Woods

Für Brian Priestley ist das Album „ein Meisterwerk“; der Autor hebt im Rough Guide Jazz besonders die luftigen und dynamischen Arrangements von „Walkin'“ und „Sermonette“ hervor; Art Farmer und Lucky Thompson seien die entscheidenden Solisten der Sessions.

Richard Cook und Brian Morton, die dem „sehr schönen“ Album die Höchstnote gaben, betonten, dass von den wenigen Jazzalben des Arrangeurs es vor allen anderen dieses Werk sei, das einen Platz in einer umfassenden Jazz-Plattensammlung verdiene. Es demonstriere, „dass Jones schon im Alter von 23 Jahren ein wahrer Meister darin war, Musiker um sich zu scharen und das Beste aus ihnen herauszuholen“. Kompositionen wie „Evening in Paris“ „zeigten die Stärke seiner kompositorischen Fähigkeit“. Die Autoren heben ferner das ausgezeichnete Re-Mastering der CD-Neuausgabe durch Michael Cuscuna hervor.

## Die Titel

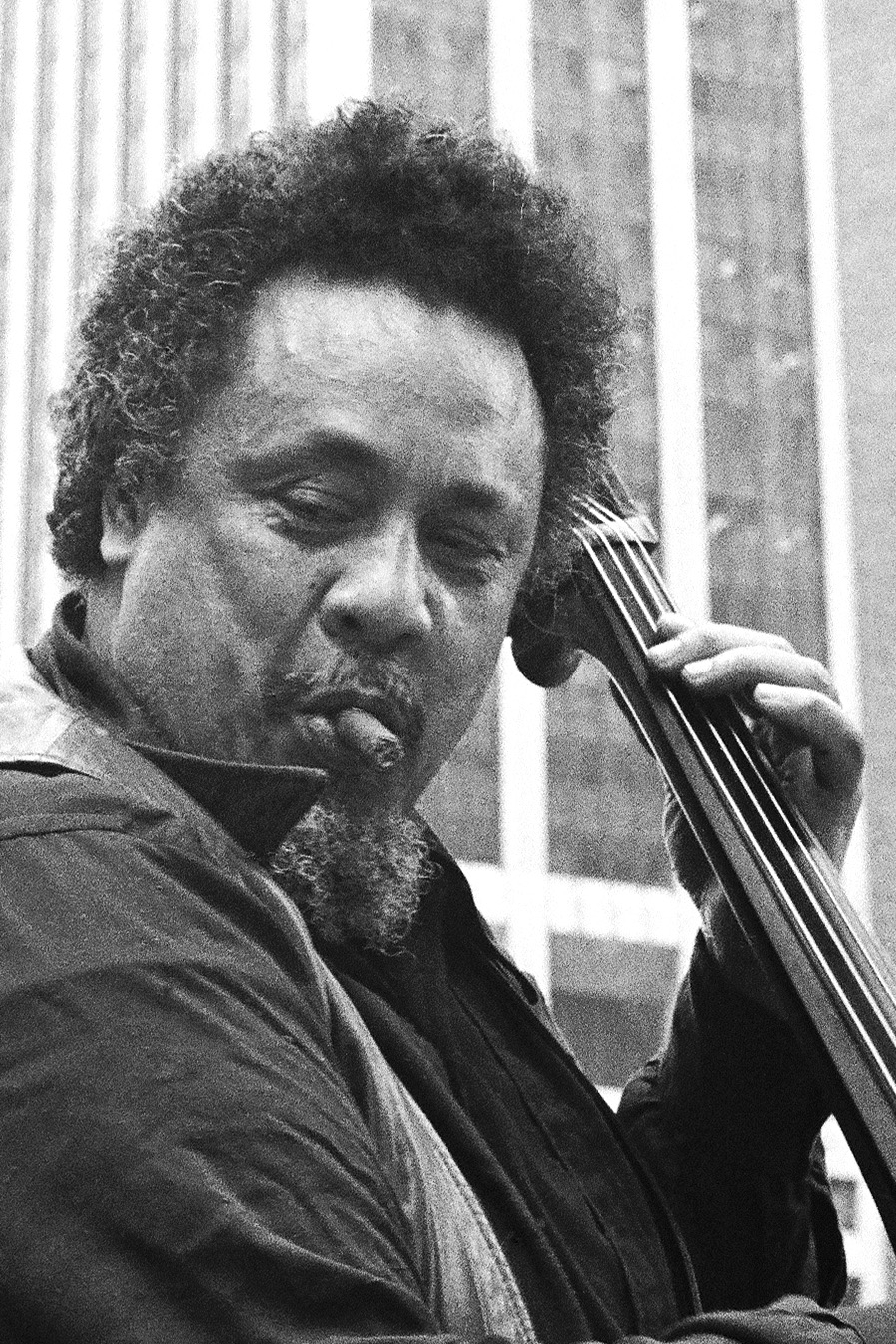
Charles Mingus 1976

- Quincy Jones – This Is How I Feel About Jazz (ABC-Paramount 149; GRP/MCA 11152; ABC 9569)

1. Walkin (Richard Carpenter) – 10:44
2. Stockholm Sweetnin’ (Jones) – 5:38
3. Evening in Paris (Jones) 4:06
4. Sermonette (Julian Adderley) 5:55
5. A Sleepin' Bee (Harold Arlen/Truman Capote) – 4:38
6. Boo's Blues (Jones) 5:12

Die Stücke 3 und 4 wurden am 14. September, die Stücke 5 und 6 am 19. September und die Stücke 1 und 2 am 29. September 1956 in New York aufgenommen.

## Editorische Notiz
Die Wiederveröffentlichung in CD-Form 1992 auf dem Label GRP Records/MCA Records enthielt auch sechs Titel, die Quincy Jones mit zwei Sextetten am 25. Februar 1957 in Los Angeles für ABC-Paramount einspielte; sie waren ursprünglich auf dem Album Go West, Man enthalten.
Diese Session wurde zwar von Jones geleitet und produziert, aber nicht arrangiert; die LP Go West, Man sollte vielmehr die Talente der West Coast-Arrangeure Jimmy Giuffre, Lennie Niehaus und Charlie Mariano herausstellen, schrieb Scotty Yanow. Bei drei Titeln eines Alto Summit sind Benny Carter, Art Pepper, Herb Geller und Charlie Mariano zu hören („Dancin' Pants“, „Be My Guest“ und „Kings Road Blues“); weitere drei Nummern sind mit einer Saxophon-Gruppe mit den Tenoristen Buddy Collette, Bill Perkins und Walter Benton sowie dem Baritonsaxophonisten Pepper Adams aufgenommen worden („Bright Moon“, „The Oom Is Blues“ und ein „Ballad Medley“ aus „What’s New?“, „We'll Together Again“, „Time on My Hands“, „You Go to My Head“ und „Laura“). Drei Titel mit einer trumpet section wurden hier weggelassen.

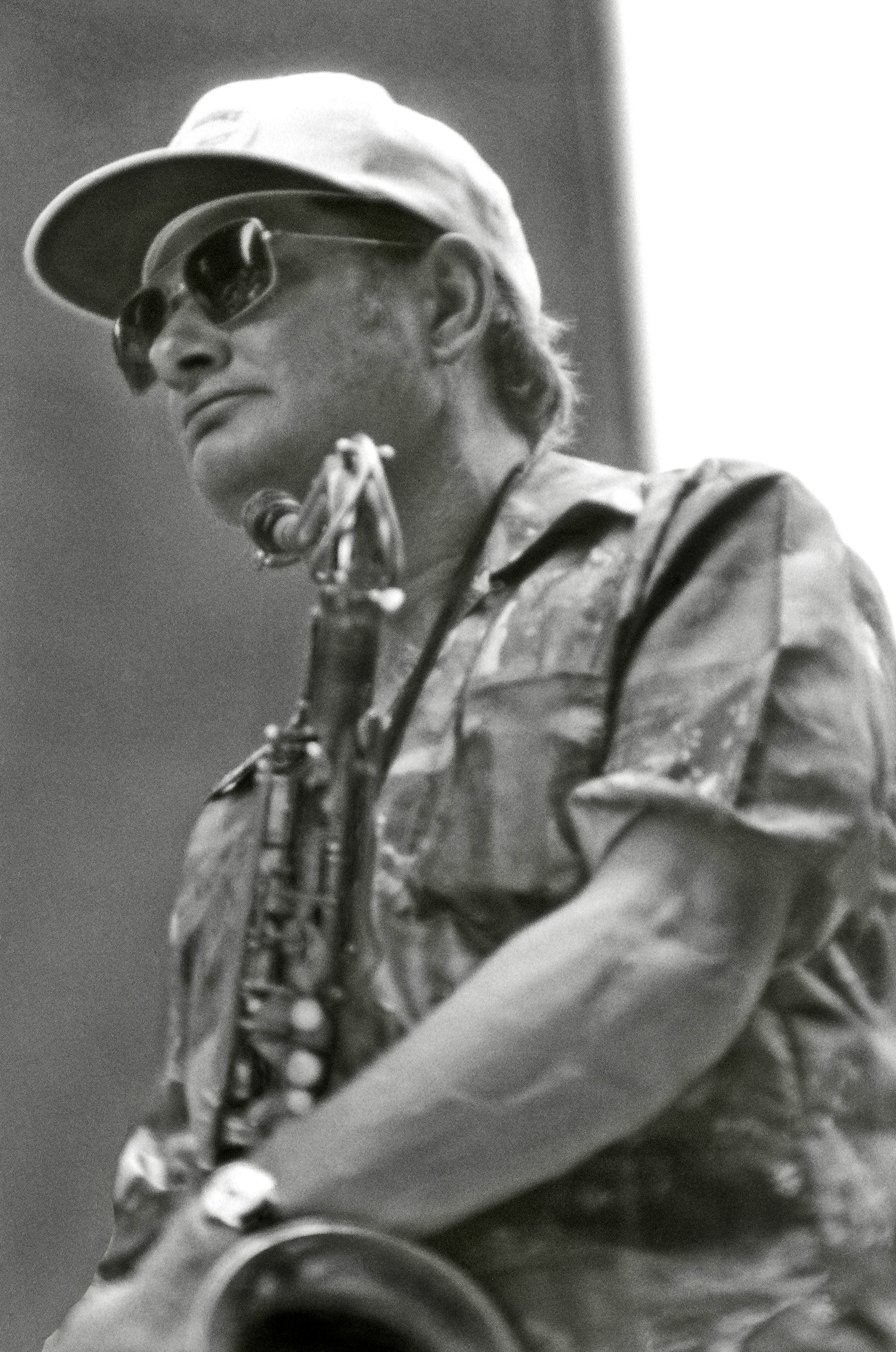
Zoot Sims 1976

Das Album-Cover der CD-Ausgabe von GRP/MCA war mit dem Logo von Impulse! Records versehen, das zu dieser Zeit im Besitz von GRP war; das Album von 1957 ist aber nie bei Impulse! veröffentlicht worden.